# It's Hard to Be a Saint in the City
"It's Hard to Be a Saint in the City" es una canción escrita por el músico estadounidense Bruce Springsteen para su álbum debut Greetings from Asbury Park, N.J. en 1973. La canción es acerca de un chico  que crece en las calles de su ciudad, y el cual trata de hacer lo que él cree que es correcto. Una versión en vivo grabada en 1975 es incluida en Hammersmith Odeon London '75. La canción ha sido versionada por David Bowie. John Sayles incluyó la canción en la película de 1983, Baby It's You.
Esta fue la primera canción que Springsteen tocó en su audición en la CBS Records para John H. Hammond, quién eventualmente firmaría un contrato el 2 de mayo de 1972.

## Créditos
Créditos adaptados desde las notas del álbum.
- Bruce Springsteen – voz principal, guitarra
- Vini Lopez – batería
- Garry Tallent – bajo eléctrico
- David Sancious – piano